# Steve Bronski
Steve Bronski (anglès: Steven Forrest)  (Glasgow, 7 de febrer de 1960 - Soho, 7 de desembre de 2021 (<9 de desembre de 2021)) va ser un compositor escocès. Va ser el cofundador i teclista del grup Bronski Beat, conegut pel single Smalltown Boy i Why? A més de ser músic era conegut com a activista LGBTQ i era obertament gai des de ben jove.
Nascut a Castlemilk, Glasgow, Bronski va treballar en la seva joventut com a obrer. Va viure en un pis a Brixton, Londres durant el primer període de formació de Bronski Beat amb els seus companys músics. Més tard va fer d'ocupa amb el soci i company de banda Larry Steinbachek a Camberwell, Londres. Després de la ruptura de la banda, va viure molts anys a Tailàndia, així com a París, França, abans de tornar al Regne Unit.